# Vonones I
Vonones I († 19 na Chr.) was koning van de Parthen van 7 tot 12. De naam Vonones vinden we bij Tacitus. Op zijn munten duidt hij zichzelf aan als Onones (ΟΝΩΝΗΣ). Josephus noemt hem Bonones (Βονώνης).
Vonones was de oudste zoon van Phraates IV. Op aandringen van zijn tweede vrouw Musa, een geschenk van Augustus, had Phraates hem in 10 v.Chr. samen met zijn andere broers (behalve Phraataces, de zoon van Musa) naar Rome gestuurd als gijzelaars en groeide op in een Romeinse omgeving.
In 7 na Chr. werd Vonones' voorganger Orodes III vermoord. De Parthische aristocratie vroeg daarop keizer Augustus een telg van Phraates IV terug te zenden naar Parthië om het koningschap op zich te nemen. Augustus' keuze viel op Vonones. Er bleek echter een duidelijk cultuurverschil te zijn tussen Vonones en de Parthische aristocratie. Voor zaken die de Parthen belangrijk vonden (zoals de jacht, paarden en nationale feestdagen), toonde Vonones nauwelijks interesse. Bovendien liet hij zich naar Romeinse gewoonte in een draagstoel verplaatsen, wat de Parthen een doorn in het oog was. Vonones verloor daardoor snel steun. De Parthische aristocraten beschouwden hem steeds meer als een slaaf van de Romeinen.
In 10 na Chr. kwam Artabanus II, de koning van de Parthische vazalstaat Medië die eveneens tot de dynastie van de Arsaciden behoorde, tegen Vonones in opstand. Dit leidde tot een burgeroorlog. De Romeinen wilden daarbij niet ingrijpen, om niet het risico te lopen dat een oorlog met de Parthen zou uitbreken. Artabanus leed in eerste instantie een nederlaag tegen Vonones, die door Vonones op zijn munten breed uitgemeten werd. In 12 na Chr. rekende Artabanus na een beslissende slag echter met Vonones af. Vonones vluchtte naar Seleucia, waar hij tot in 15 na Chr. nog munten liet slaan. Vandaaruit probeerde hij een staatsgreep te plegen in het naburige Armenië, maar noch keizer Tiberius (die Augustus inmiddels was opgevolgd), noch de Armeense aristocratie wilde hem steunen in zijn opzet. Daarop haalden de Romeinen Vonones naar Syrië, waar zij hem asiel boden met behoud van zijn koninklijke titel en waardigheid (16 na Chr.).
In 18 na Chr. trad Artabanus als nieuwe Parthische koning in onderhandeling met de Romeinen. Hij verzocht daarbij Germanicus (die op dat moment het bewind over de oostelijke provincies voerde) Vonones uit Syrië weg te zenden, omdat Artabanus vreesde dat Vonones vanuit Syrië opnieuw een opstand wilde ontketenen. In ruil voor deze gunst beloofde Artabanus de Eufraat als grens tussen Parthië en het Romeinse Rijk te respecteren. Germanicus stemde toe (volgens Tacitus mede om Piso, die nauw met Vonones bevriend was, een hak te zetten) en liet Vonones naar Cilicia brengen. Vandaaruit vertrok hij opnieuw richting Armenië om daar een staatsgreep te plegen, maar voor hij daarin slaagde, werd hij vermoord.

## Antieke bronnen
- Flavius Josephus, Antiquitates Judaicae, XVIII 2 § 4
- Tacitus, Annales, II, 1-6, 58, 68.
- Suetonius, Tiberius, 49
- Senatus Consultum de Cnaeo Pisone Patre r. 38-39.